# Poladistadion
Het Poladistadion is een voetbalstadion in de Georgische stad Roestavi. In het stadion speelt FC Roestavi (vm Metaloerg Roestavi) haar thuiswedstrijden.